# Bonneweg
Bonneweg (luxemburgisch Bounewegⓘ, französisch Bonnevoie) ist ein Stadtteil der Stadt Luxemburg im Großherzogtum Luxemburg (Luxembourg) mit 16.600 Einwohnern (2016). Er ist unterteilt in die beiden Stadtteile Bonneweg-Nord/Verlorenkost und Bonneweg-Süd.
In Bonneweg befand sich von 1200 bis 1796 eine Zisterzienserinnenabtei.
In den 1940er und 1950er Jahren hauptsächlich geprägt durch Arbeiterwohnungen der expandierenden nationalen Eisenbahngesellschaft (CFL), ist es heute ein sich immer dynamischer entwickelnder Stadtteil, mit einem langsam hereinwachsenden Geschäftsbetrieb des Stadtkerns.
Bonneweg hat größtenteils eine hohe Wohnqualität, auch wenn einzelne Zufahrtsstraßen eine hohe Verkehrsdichte aufweisen.
Nahe am Wald gelegen (Alzettetal, max. 3 km), gilt es als Rückzugsort vom Trubel der Innenstadt.
Als nachteilig wird angesehen, dass Bonneweg teilweise in der (hauptsächlich Ein-)Flugschneise des Luxemburger Flughafens Findel liegt.
Das Architekturbild wird noch immer geprägt von (überwiegend renovierten) Ein- und Mehrfamilienhäusern (Reihenhäuser) der 1950er und 1960er Jahre.
Die Lebensqualität ist, wie größtenteils überall in Luxemburg, sehr gut. Lediglich in letzter Zeit wird, ausgehend vom angrenzenden Bahnhofsgebiet, manchmal leichte Kriminalität, z. B. Drogenkriminalität, beobachtet.

## Persönlichkeiten

### Söhne und Töchter
- Paul Goerens (1882–1945), Professor und Metallurge
- Jean-Baptiste Horn (1886–1957), Turner
- John Dolibois (1918–2014), US-Botschafter in Luxemburg (1981–1985)
- Hugo Gernsback (1884–1967), Verleger und SF-Autor
- Gabriel Lippmann (1845–1921), Physiker und Nobelpreisträger für Physik